# Mayumi Tendo
Mayumi Tendo (天堂真弓 Tendō Mayumi) is een personage uit de film Battle Royale. Ze werd gespeeld door actrice Haruka Nomiyama.

## Voor Battle Royale
Mayumi is een derdeklasser van de fictieve Shiroiwa Junior High School. Er is verder geen informatie bekend over haar en heeft ook geen grote rol in de film.

## Battle Royale
Yoshio Akamatsu had zojuist besloten mensen te vermoorden met zijn kruisboog. Mayumi was de eerste die naar buiten ging en werd gelijk het slachtoffer van hem. Ze kreeg een pijl door haar keel en stierf niet veel seconden later. Ze was de derde die overleed.